# Дівін (бренді)
Дівін (рум. Divin) – молдавський бренді, що виробляється шляхом подвійної перегонки сухого виноградного вина та витримкою отриманого дистиляту у дубових діжках протягом кількох років. Має бурштиновий колір, складний аромат з відтінками ванілі та м'який приємний смак. Вживають як аперитив та напій до десерту.

## Історія
Виробництво дівіна почалося у Молдові наприкінці ХІХ сторіччя на двох винокурнях — у Кишиневі та Калараші, а після 2-ї світової війни — у Тирасполі. Зараз дівіни виробляють підприємства у кількох містах та селах: Кишиневі (Aroma S.A.), Калараші (Calarasi-Divin S.A.), Тирасполі (KVINT), Бельцях (Barza Alba S.A.), Твардиці (Vinimpex S.A.), Бардарі (Vinaria Bardar S.A.).
За радянських часів молдавський бренді традиційно називали коньяком, але оскільки назва коньяк є контрольованою за походженням та закріплена за Францією, ніяка інші країна не може називати так свою продукцію, тому у Молдові прийняли альтернативну назву — дівін.

## Класифікація

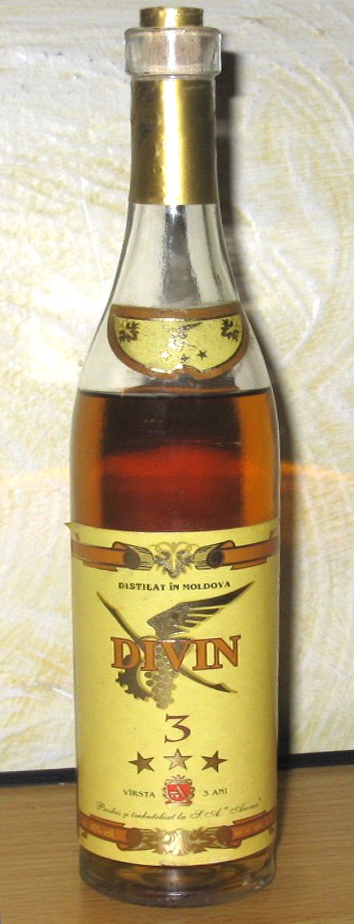
Пляшка дівіну

- «3 зірки», виготовлені з винних дистилятів витриманих не менше 3 років;
- «4 зірки», виготовлені з винних дистилятів з середнім строком витримки не менше 4 років;
- спеціальних найменувань – виготовлені з винних дистилятів з середнім терміном витримки 3-5 років;
- «5 зірок», виготовлені з винних дистилятів з середнім терміном витримки не менше 5 років;
- «DVM» (витриманий), виготовлений з винних дистилятів з середнім терміном витримки 6 — 7 років;
- «DVS» (високоякісний), виготовлений з винних дистилятів з середнім терміном витримки 8 — 9 років;
- «DVV» (старий), виготовлений з винних дистилятів з середнім терміном витримки 10 — 19 років;
- «DVFV» (дуже старий), виготовлений з винних дистилятів з терміном витримки не менш 20 років;
- колекційний, виготовлений з винних дистилятів з середнім терміном витримки (після ассамбляжу) не менше 6 років, витриманий додатково не менше 3 років у дубових бочках.

При виробництві окремих марок дівінів згідно технологічних інструкцій допускається введення в купаж до 25 % більш молодих винних дистилятів, якість та фізико-хімічний склад яких відповідає дівінам, що виготовляються. При цьому термін витримки дистилятів має бути не меншим, ніж: 3 роки – для категорії «DVM»; 5 років – для категорії «DVS»; 7 років – для категорії «DVV»; 10 років – для категорії «DVFV».

## Виробництво
Для виробництва дівіну використовуються білі сорти винограду середніх або пізніх строків достигання, з квітковим або нейтральним ароматом: Фетяска Біла, Papa Нягра, Сильванер, Ркацителі (вважають, що цей сорт найкращий для виробництва бренді), Аліготе, Рислінг Рейнський, Траминер Рожевий, Семийон, Плавай, Піно Блан, Піно Грі. Забороняється використання сортів, що мають сильний специфічний запах (мускати, сорти ізабельної групи) Оптимальний вміст цукру 14-16 %, кислотність — вище 8 %.
Спирти для дівінів витримують у дубових бочках, термін витримки рахують з того моменту, як спирт залили у бочку. На початку витримки спирти мають міцність 70 % об., потім вона трохи зменшується. Для кращого дозрівання витримку проводять при температурі 15 — 20°С. Витримані спирти купажують, додають пом'якшену воду, щоб довести міцність напою до заданої по технології. Також додають цукровий сироп, у ординарні сорти може додаватись карамель для стандартизації кольору.